# Хаузен (Айхсфельд)
Хаузен (нем. Hausen) — община в Германии, в земле Тюрингия.
Входит в состав района Айхсфельд. Подчиняется управлению Айксфельдер Кессель. Население составляет 426 человек (на 31 декабря 2010 года). Занимает площадь 4,28 км².